# كارولين رودريغوس
كارولين رودريغوس (بالإنجليزية: Carolyn Rodrigues)‏ (و. 1973  م) هي سياسية غيانية.

## مناصب
تولت منصب وزير الخارجية.

## التعليم
تعلمت في جامعة ريجينا.